# Kyselina dipikolinová
Kyselina dipikolinová (systematicky kyselina pyridin-2,6-dikarboxylová) je chemická sloučenina, která se podílí na odolnosti endospor bakterií vůči teplu. Také se používá na přípravu dipikolinátových ligandů pro komplexy lanthanoidů a přechodných kovů, používaných v iontové chromatografii.

## Biologické účinky
Kyselina dipikolinová tvoří 5 až 15 % suché hmoty bakteriálních spor; Předpokládá se, že zajišťuje endosporám jejich tepelnou odolnost, i když jsou známy i případy spor odolných vůči teplu, které ji neobsahují, což naznačuje podíl i dalších mechanismů. Jsou známy dva rody bakterií vytvářejících endospory: aerobní Bacillus a anaerobní Clostridium.
Kyselina dipikolinová vytváří v endosporách komplex s vápenatými ionty. Na tento komplex se navazují molekuly vody, čímž se spora dehydratuje a odolnost makromolekul uvnitř spory roste. Zmíněný vápenatý komplex také brání tepelné denaturaci DNA tím, že se naváže mezi její nukleové báze, a tím zvyšuje stabilitu DNA.
Vysoké koncentrace kyseliny dipikolinové v endosporách z ní činily látku využívanou při detekci a stanovování bakteriálních endospor. Významným pokrokem v této oblasti bylo zjištění, že tato kyselina za přítomnosti terbia vykazuje fotoluminiscenci.

## V životním prostředí
Jednoduché substituované pyridiny se liší v řadě vlastností ovlivňujících jejich přeměny, jako jsou těkavost, adsorpce a biodegradace. Kyselina dipikolinová patří k nejméně těkavým , nejméně adsorbovaným, a nejrychleji rozkládaným jednodušším pyridinům.
Několik studií potvrdilo biologickou rozložitelnost kyseliny dipikolinové v aerobních a anaerobních prostředích. V důsledku rozpustnosti ve vodě (5 g/l) a omezené sorpci není zpracování kyseliny dipikolinové mikroorganismy omezeno biodostupností v přírodě.